# Madame de La Fayette
Marie-Madeleine Pioche de La Vergne, comtesse de La Fayette (n. 18 martie 1634, Paris, Regatul Franței – d. 25 mai 1693, Paris, Regatul Franței) a fost o scriitoare franceză, cunoscută în special pentru La Princesse de Clèves, primul roman istoric din această țară și unul dintre primele romane din literatura universală.
Prin echilibrul mijloacelor stilistice și concentrării artei narative, poate fi considerată o reprezentantă însemnată a clasicismului francez.
Analistă a pasiunii erotice, suport unic al intrigii, ce se manifestă ca forță destructivă inflexibilă, autoarea supune personajele unei cenzuri morale ferme, de factură jansenistă.

## Scrieri
- 1662: Principesa de Montpensier ("La Princesse de Monpensier")
- 1678: Principesa de Clèves ("La Princesse de Clèves")
- 1724: Contesa de Tende ("La comtesse de Tende"), capodopera sa
- 1731: Memorii despre curtea Franței pentru anii 1688 și 1689 ("Mémoires de la cour de France pour les années 1688 et 1689").